# Atractus steyermarki
Atractus steyermarki este o specie de șerpi din genul Atractus, familia Colubridae, descrisă de Roze 1958. Conform Catalogue of Life specia Atractus steyermarki nu are subspecii cunoscute.